# Joseph Marsh (Prediger)
Joseph Marsh (* 6. Dezember 1802 in St. Albans; † 1863 in Tecumseh, Michigan) war ein US-amerikanischer adventistischer, antitrinitarischer Prediger und Herausgeber mehrerer theologischer Zeitschriften.

## Leben und Wirken
Marsh wurde am 6. Dezember 1802 in St. Albans im US-Bundesstaat Vermont geboren. Später übersiedelten seine Eltern nach Genesee im Bundesstaat New York. Sein Elternhaus war konfessionell methodistisch geprägt, seine Eltern wurden jedoch wegen ihrer Ablehnung der Dreieinigkeit aus der methodistischen Kirche ausgeschlossen. Joseph und sein Bruder Josiah betrieben einige Jahre landwirtschaftliche Betriebe, zunächst im Bundesstaat Ohio, später in Pennsylvania. 1823 ließ sich Joseph Marsh in Rochester in New York nieder und trat der protestantischen Kirche der Christian Connection bei. Im Anschluss sammelte er erste Erfahrungen als Prediger. Am 4. August 1830 heiratete er Sarah Mariah Adams, mit der er drei gemeinsame Töchter bekommen sollte. Seine Tochter Permelia Jane wurde später Schriftstellerin. 1839 nahm er eine feste Pastorenstelle bei der Christian Connection in Union Mills an, zugleich wurde er Herausgeber der Zeitschrift The Christian Palladium. 1843 brach er mit seiner Kirche und wandte sich der nach William Miller benannten adventistischen Bewegung der Milleriten zu, die die Wiederkehr Jesu Christi für das Jahr 1844 erwarteten. Er trat als Pastor und Herausgeber zurück und unterstützte offen die neue adventistische Bewegung, auch in der von ihm redigierten Zeitschrift The Advent Harbinger and Bible Advocate, die er 1850 in The Prophetical Expositor umbenannte. In den folgenden Jahren wandte er sich schließlich den Positionen von John Thomas zu, die er u. a. in Thomas Buch Elpis Israel kennengelernt hatte. Zugleich kam er auch in Kontakt mit Benjamin Wilson. Thomas wie auch Wilson kamen aus der Restaurationsbewegung unter Alexander Campbell und begannen nach ihrem Bruch mit Cambell neue Gemeinden und Netzwerke zu etablieren, wobei viele aus der Restaurationsbewegung oder adventistischen Bewegung kamen. Marsh stand zudem im Austausch mit dem Adventisten Nathaniel Field, der 1855 und 1856 noch zwei große Konferenzen in Jeffersonsville durchführen ließ, bei denen Marsh einer der Hauptredner gewesen war. Zusammen mit Thomas und Wilson vertrat Marsh u. a. den Glauben an die Wiederherstellung Israels in Erfüllung der Versprechen Gottes an Abraham, die Ganztodtheorie und lehnte zugleich das Dogma der Trinität ab. In Hinblick auf das von Thomas und Wilson vertretene Erfordernis einer erneuten Taufe, waren Marsh und Field jedoch anderer Ansicht. Für sie hatte eine erneute (Glaubens-)Taufe keine substanzielle Bedeutung für die Gemeinde oder die Teilnahme am Abendmahl. Mit Field jedoch war er hinsichtlich der von ihm, Thomas und Wilson erwarteten Rückkehr der Juden nach Israel vor dem Wiederauftreten von Jesus uneins. Letztendlich konnte sich keine gemeinsame Linie durchsetzen und sich so keine gemeinsame Kirchengemeinschaft entwickeln. In Folge entwickelten sich während des Amerikanischen Bürgerkrieges letztlich mehrere Gruppen. Die Gemeinden unter Thomas (die u. a. am Erfordernis einer erneuten Taufe festhielten) benannten sich als Christadelphian, die unter Wilson als Church of God of the Abrahamic Faith (heute: Church of God General Conference), die Gemeinde von Field fungierte noch als Second Advent Christian Church. Dies war nach dem Ausbruch des Amerikanischen Bürgerkrieges 1861 auch erforderlich, da allein diejenigen, die einer anerkannten religiösen Gruppe angehörten, eine Ausnahme vom Militärdienst erhielten. Marsh starb schließlich am 13. September 1863 im Haus seiner Tochter in Tecumseh in Michigan an Typhus.